# Bertrand Lambert
Pour les articles homonymes, voir Lambert.
Bertrand Lambert, né le 1er mai 1955 à Berck et mort des suites d'un cancer le 14 juin 2013 dans cette même ville, est un pilote français de char à voile.
Médaillé d'or, 6 fois, aux championnats du monde et 17 fois, aux championnats d'Europe, il est le plus titré de ces deux compétitions.

## Biographie
Bertrand Lambert a longtemps dirigé l'école de Char à Voile du Touquet. il est par ailleurs membre du club de char à voile du Touquet-Paris-Plage, appelé « Blériot Club ». Il est l'initiateur de la tenue de la coupe du monde de char à voile organisée au Touquet en 2006 (en étroite collaboration avec le Blériot Club).

## Record
Le 7 avril 1991 sur la plage entre Le Touquet-Paris-Plage et Berck, il bat le record de vitesse, qui était de 144,44 km/h, en atteignant la vitesse de 151,55 km/h,.

## Hommage
Le club de char à voile du Touquet-Paris-Plage lui rend hommage en donnant son nom au club nautique de la Manche Bertrand Lambert.

## Palmarès

### Championnats du monde de char à voile
Bertrand Lambert est médaille d'or à 6 reprises :
- Médaille d'or en 2000, à Terschelling,  Pays-Bas
- Médaille d'or en 1998, à La Panne,  Belgique
- Médaille d'or en 1993, à Sankt Peter-Ording,  Allemagne
- Médaille d'or en 1987, à Lytham St Annes,  Royaume-Uni
- Médaille d'or en 1981, à Hardelot-Plage,  France
- Médaille d'or en 1980, à Ostdunkerque,  Belgique

### Championnats d'Europe de char à voile
Bertrand Lambert est médaille d'or à 17 reprises :
- Médaille d'or en 2001, à Saint-Jean-de-Monts,  France
- Médaille d'or en 2000, à Terschelling,  Pays-Bas
- Médaille d'or en 1999, à Borkum,  Allemagne
- Médaille d'or en 1998, à La Panne,  Belgique
- Médaille d'or en 1995, à Terschelling,  Pays-Bas
- Médaille d'or en 1993, à Sankt Peter-Ording,  Allemagne
- Médaille d'or en 1992, à Lytham St Annes,  Royaume-Uni
- Médaille d'or en 1991, à Dunkerque,  France
- Médaille d'or en 1990, à Terschelling,  Pays-Bas
- Médaille d'argent en 1989, à Ostdunkerque,  Belgique
- Médaille d'or en 1988, à Borkum,  Allemagne
- Médaille d'or en 1987, à Lytham St Annes,  Royaume-Uni
- Médaille de bronze en 1986, à Saint-Jean-de-Monts,  France
- Médaille d'or en 1985, à La Panne,  Belgique
- Médaille d'argent en 1984, à Sankt Peter-Ording,  Allemagne
- Médaille d'or en 1983, à Newcastle,  Irlande
- Médaille d'or en 1982, à Brean Sands,  Royaume-Uni
- Médaille d'or en 1981, à Hardelot,  France
- Médaille d'or en 1980, à Ostdunkerque,  Belgique
- Médaille d'or en 1979, à Sankt Peter-Ording,  Allemagne
- Médaille de bronze en 1977, à Saint-Jean-de-Monts,  France

### Championnats de France
- 1re victoire en 1976

## Pour approfondir